# Øxarflokkr
L'*Øxarflokkr (« Flokkr de la hache ») est un poème composé au XIIe siècle par le scalde et prêtre islandais Einarr Skúlason.
Inventé par Jón Sigurðsson au XIXe siècle, le nom Øxarflokkr a été repris par Finnur Jónsson dans Den norsk-islandske skjaldedigtning (1912-15) pour désigner onze strophes attribuées à Einarr Skúlason. Leur appartenance à un poème unique est discutée. Dix d'entre elles sont conservées dans le Skáldskaparmál de Snorri Sturluson. Guðrún Nordal fait valoir que lorsque Snorri cite plusieurs strophes d'un même scalde à la suite, elles proviennent généralement d'un même poème. Or, c'est le cas des strophes 1 à 5 et 6 et 7. Comme les sept précédentes, la strophe 8 fait partie de la section consacrée aux kenningar désignant l'or. Guðrún estime donc que ces huit strophes font bien partie d'une œuvre commune. Kari Ellen Gade, auteur de la dernière édition en date du poème, a retenu les dix strophes transmises par Snorri, mais considéré la dernière, qui provient du Troisième traité grammatical, comme anonyme. Son attribution à Einarr semble en effet reposer sur la seule évocation d'une hache.
L'Øxarflokkr évoque en effet une hache offerte à Einarr par l'un de ses protecteurs, arme décorée d'or. Einarr utilise en conséquence plusieurs kenningar désignant l'or ou la richesse et se référant à des personnages mythologiques. Sont ainsi employées de nombreuses kenningar où l'or est qualifié de « larmes de Freyja » : « larmes de Mardöll [i.e. Freyja] » (Mardallar grátr), « pluie des yeux de la compagne d'Ód » (regn augna Óðs beðvinu), « dégel des cils de Freyja » (hvarmþeyr Freyju), etc. D'autres encore renvoient au mythe du roi Fródi et des géantes Fenja et Menja. Elles illustrent le fait que même un prêtre pouvait faire usage de références païennes.